# 野牛草
野牛草（学名：Buchloe dactyloides）为禾本科野牛草属下的一个种。